# Instituto Tecnológico de California
El Instituto de Tecnología de California (en idioma inglés California Institute of Technology) o Caltech es una universidad privada situada en Pasadena (Estados Unidos). Es famosa por la calidad de sus estudios de ciencias naturales e ingeniería y porque es considerada en numerosos listados como una de las mejores universidades del mundo.
Aunque fue fundada por el empresario y político Amos G. Throop en 1891 como una escuela preparatoria y vocacional, a comienzos del siglo XX la universidad atrajo a influyentes científicos como George Ellery Hale, Arthur Amos Noyes y Robert Andrews Millikan. Así, las escuelas preparatorias y vocacionales se disolvieron en 1910 y la institución adoptó su nombre actual en 1921. En 1934, Caltech fue elegida para formar parte de la Asociación de Universidades Americanas. Entre 1936 y 1943, bajo la dirección del ingeniero y físico Theodore von Kármán, se crearon los organismos predecesores del Laboratorio de Propulsión a Reacción de la NASA, el cual sigue siendo gestionado y operado por Caltech. La universidad es miembro del pequeño y selecto grupo de Institutos de Tecnología de EE. UU., que está dedicado principalmente a la enseñanza de ciencias puras y aplicadas. Caltech tiene seis divisiones académicas con un fuerte énfasis en ciencia e ingeniería.
Su campus principal tiene una extensión de 50 ha y está ubicado 18 km al noreste del centro de Los Ángeles. Los estudiantes de primer año están obligados a vivir dentro del campus y el 95% de los alumnos de pregrado se quedan residiendo en el sistema de casas del Caltech. Aunque la institución tiene una arraigada tradición de bromas, la vida estudiantil está regida por un código de honor que permite a los profesores llevarse exámenes finales a casa. El equipo deportivo de la universidad, Caltech Beavers, compite en trece deportes intercolegiales en la División III de la NCAA, que abarca las universidades del sur de California.
A fecha de marzo de 2018, de entre los alumnos, profesores e investigadores de Caltech han salido 72 premios Nobel —como el químico Linus Pauling, única persona en lograr dos premios Nobel no compartidos—, 4 medallas Fields y 6 premios Turing. Además, Caltech cuenta con 53 profesores no eméritos que han sido elegidos miembros de alguna Academia Nacional de Estados Unidos, cuatro científicos jefe de la Fuerza Aérea de los Estados Unidos y 71 que han ganado la Medalla Nacional de Ciencia o Tecnología. Muchos de sus profesores están asociados al Instituto Médico Howard Hughes y a la NASA. Según un estudio de 2015 del Pomona College, Caltech es la primera universidad del país según el porcentaje de graduados que logran un doctorado.

## Características
Caltech controla y dirige el Laboratorio de Propulsión a Reacción de la agencia espacial estadounidense, NASA. El Spitzer Science Center (SSC), ubicado en el campus de Caltech, es el centro comunitario y de análisis de datos de apoyo para el Telescopio espacial Spitzer de la NASA. El SSC es parte de Infrared Processing and Analysis Center (IPAC, Centro de Procesamiento Infrarrojo y Análisis), trabajando en colaboración con el Laboratorio de Propulsión a Reacción.
Sus seis divisiones –biología, química e ingeniería química, ingeniería y ciencias aplicadas, ciencias planetarias y geológicas, humanidades y ciencias sociales, y física, matemáticas y astronomía– acogen en conjunto a unos 900 alumnos de carrera y a unos 1200 alumnos de doctorado.

## Historia

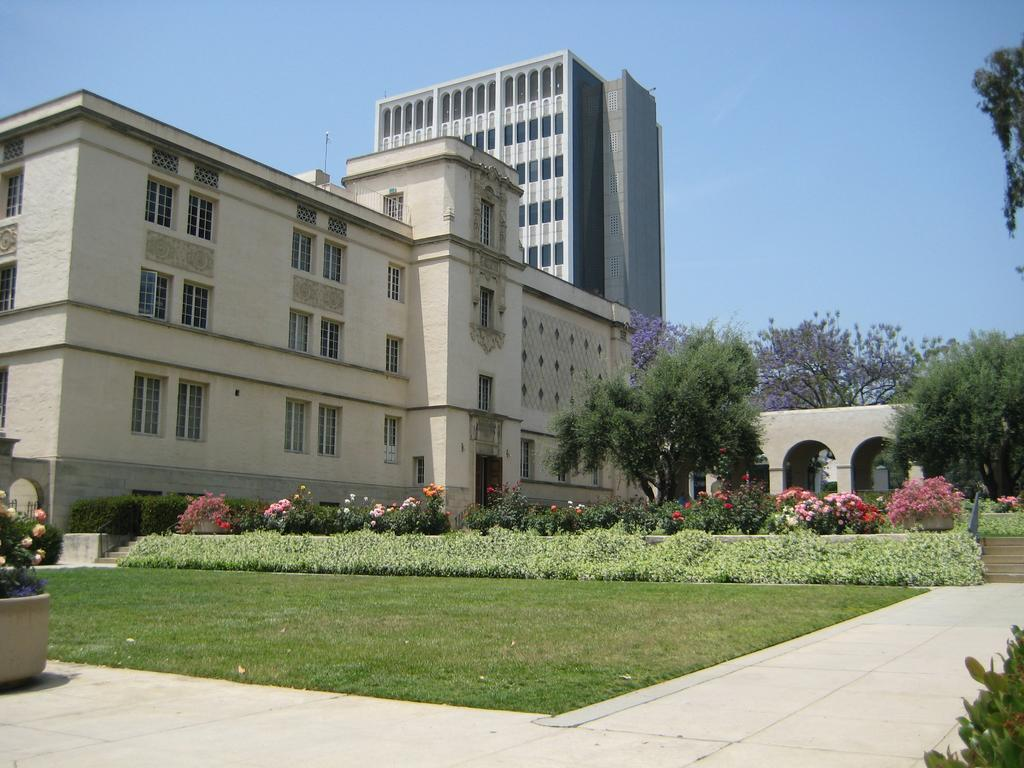
Laboratorio Bridge de Física.

Caltech, originalmente una escuela vocacional, fue fundada en 1891 por Amos G. Throop, un político local, en parte con donaciones del famoso filántropo Andrew Carnegie. La escuela fue conocida sucesivamente como Throop University, Throop Polytechnic Institute (y Manuel Training School) y Throop College of Technology, antes de recibir su nombre actual en 1920. Caltech y Polytechnic School formaban parte de la misma institución desde 1907. La Polytechnic School (Escuela Politécnica) es en la actualidad una universidad privada separada ubicada cerca.

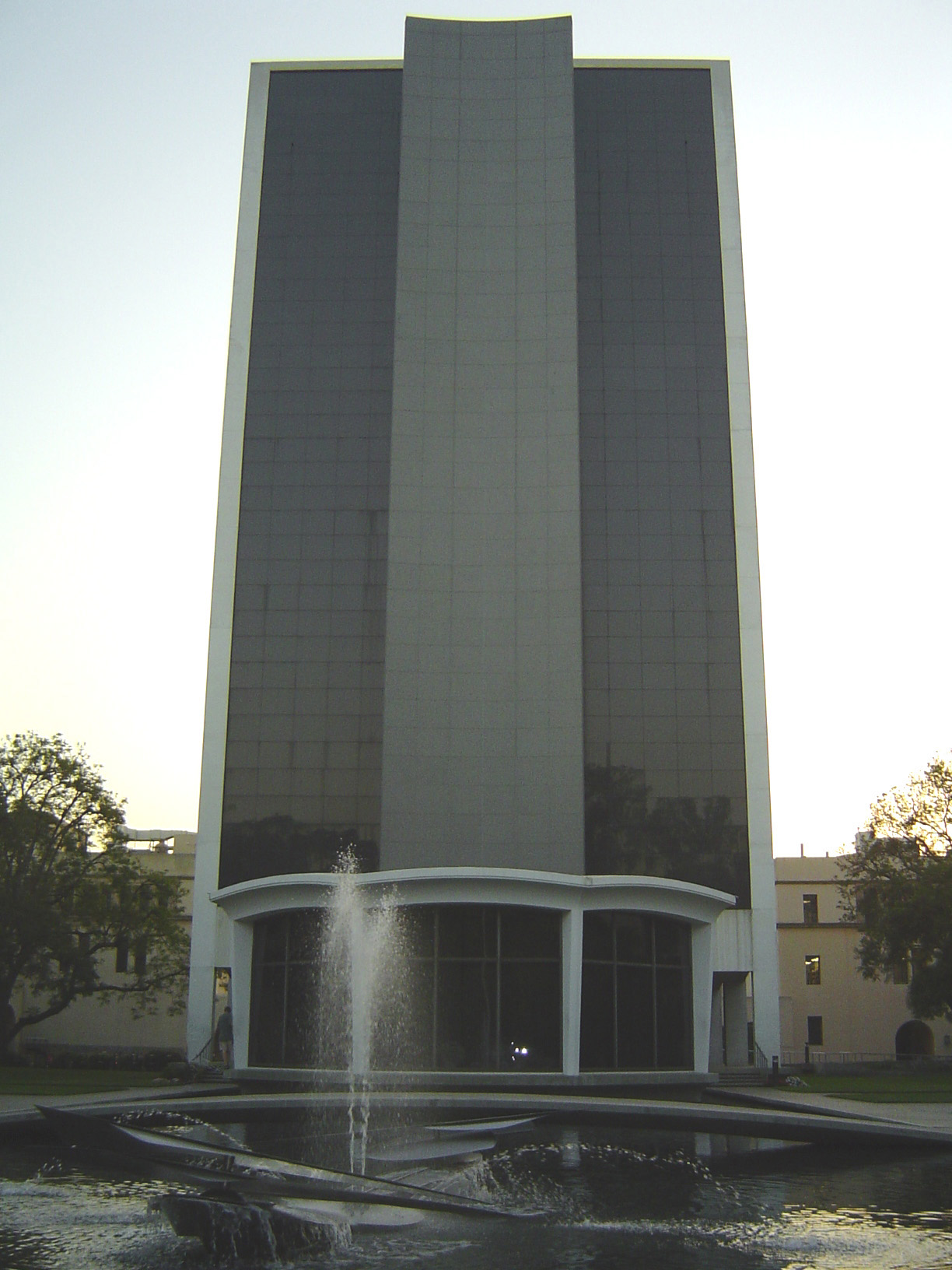
Biblioteca Millikan, el edificio más grande del campus.

Fue el astrónomo George Ellery Hale quien hizo de Caltech, entonces una escuela de artesanía, un centro científico de renombre mundial. Se unió a la junta directiva de la universidad después de llegar a Pasadena en 1907 como el primer director del Observatorio del Monte Wilson. En un momento en que la investigación científica todavía estaba en su infancia en los Estados Unidos, Hale aprovechó la oportunidad para establecer una institución en Pasadena para iniciar investigaciones serias en las ciencias naturales y capacitar a ingenieros. Logró dotar a la escuela de un complejo de laboratorios modernos y bien equipados, gracias a numerosas donaciones de terrenos y dinero. Más tarde convenció a dos de los científicos estadounidenses más influyentes de la época, Arthur Amos Noyes (química física) y Robert Andrews Millikan (física experimental) para que se unieran a la escuela y contribuyeran a su plan de convertirla en un centro de ciencia y tecnología.
En 1917, Hale encargó al arquitecto Bertram Goodhue la creación de un campus de 89.000 m2. Goodhue diseñó varios edificios (Dabney Hall, el Edificio de Física, etc.) con la intención de que estuvieran en armonía con el clima y el paisaje, así como con el espíritu del instituto y la filosofía educativa de Hale. Su estética también estuvo influenciada por la arquitectura tradicional de las misiones españolas en el sur de California.
Bajo el liderazgo de Hale, Noyes y Millikan (y el rápido crecimiento económico de la región), la reputación de Caltech creció significativamente en la década de 1920. En 1923, Millikan recibió el Premio Nobel de Física. En 1925, la escuela estableció un departamento de geología y contrató a William Bennett Munro, entonces profesor de la división de historia, economía y estudios gubernamentales de la Universidad de Harvard, para crear una división de humanidades y ciencias sociales en Caltech. En 1928 se creó una división de biología bajo la dirección de Thomas Hunt Morgan, el biólogo más renombrado del país, que había descubierto el papel de los genes y los cromosomas en la herencia. En 1926 se concibió una escuela de aeronáutica, vio la llegada de Theodore von Kármán quien más tarde ayudó a crear el Laboratorio de Propulsión a Chorro y estableció Caltech como uno de los centros más importantes para el diseño y gestión de cohetes espaciales y misiones de exploración del sistema solar. En 1928 se inició la construcción del Observatorio Monte Palomar, 200 km al sur de Pasadena.
Millikan fue presidente de Caltech de 1921 a 1945, y su influencia fue tal que al instituto a veces se le llamó la "Escuela Millikan". En los años 50, 60 y 70, la reputación del instituto estuvo asegurada por los dos más grandes investigadores de la época en el campo de las partículas elementales: Murray Gell-Mann y Richard Feynman. Ambos recibieron el Premio Nobel por su trabajo, que fue fundamental para establecer el modelo estándar de esta física. Feynman también era conocido en toda la comunidad física como un profesor excepcional y pintoresco.
En 1971, un terremoto de magnitud 6,5 en la escala de Richter sacudió el valle de San Bernardino cerca del campus, sin causar víctimas, pero sí daños materiales. Los ingenieros que evaluaron los daños a dos edificios históricos, Throop Hall y Culbertson Auditorium, recomendaron su demolición. Parece un mal consejo, porque era muy difícil destruir estas estructuras, ciertamente más difícil que repararlas.
En 2011, Caltech obtuvo el primer lugar en el ranking mundial de universidades del Times Higher Education, destronando a la Universidad de Harvard por primera vez en la historia de este ranking. En esto, Caltech ocupa el primer lugar en ingeniería y tecnología y el primero en ciencia.

## El Instituto Tecnológico de California en elsigloXXI
Desde 2000, el Proyecto Einstein Papers se encuentra en Caltech. El proyecto se estableció en 1986 para reunir, preservar, traducir y publicar artículos seleccionados del patrimonio literario de Albert Einstein y de otras colecciones.

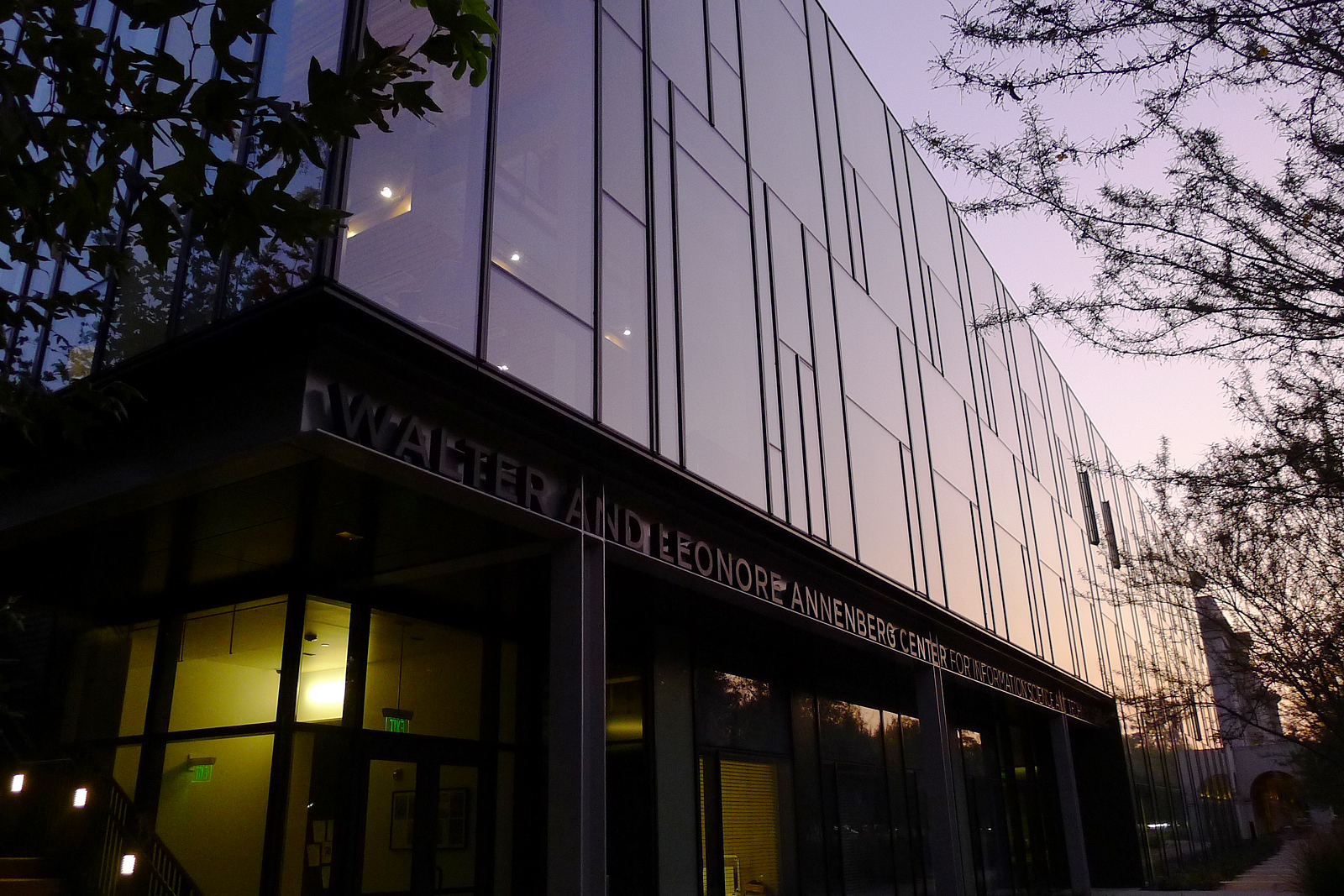
El nuevo Centro Annenberg de Ciencia y Tecnología de la Información.

En el otoño de 2008, la clase de primer año estaba compuesta por un 42% de mujeres, un récord para la matrícula de pregrado de Caltech. Ese mismo año, el Instituto concluyó una campaña de recaudación de fondos que duró seis años. La campaña recaudó más de 1.400 millones de dólares de unos 16.000 donantes. Casi la mitad de los fondos se destinaron a apoyar programas y proyectos de Caltech.
En 2010, Caltech, en asociación con el Laboratorio Nacional Lawrence Berkeley y dirigido por el profesor Nathan Lewis, estableció un Centro de Innovación Energética del United States Department of Energy (DOE) destinado a desarrollar métodos revolucionarios para generar combustibles directamente a partir de la luz solar. Este centro, el Centro Conjunto para la Fotosíntesis Artificial, recibirá hasta 122 millones de dólares en financiación federal durante cinco años.
Desde 2012, Caltech comenzó a ofrecer clases a través de cursos masivos abiertos en línea (MOOC) bajo Coursera, desde 2013, edX, y bootcamps.
Jean-Lou Chameau, el octavo presidente, anunció el 19 de febrero de 2013 que dejaría el cargo para aceptar la presidencia de la Universidad de Ciencia y Tecnología Rey Abdullah. Thomas F. Rosenbaum fue anunciado como el noveno presidente de Caltech el 24 de octubre de 2013 y su mandato comenzó el 1 de julio de 2014.
En 2019, Caltech recibió una donación de 750 millones de dólares para la investigación de sostenibilidad de la familia Resnick de The Wonderful Company. La donación es la mayor jamás realizada para la investigación de la sostenibilidad ambiental y la segunda donación privada más grande a una institución académica estadounidense (después de la donación de Bloomberg de 1.800 millones de dólares a la Universidad Johns Hopkins en 2018).
Debido a la afiliación del presidente Robert A. Millikan con la Human Betterment Foundation, en enero de 2021, la Junta Directiva de Caltech autorizó la eliminación del nombre de Millikan (y los nombres de otras cinco figuras históricas afiliadas a la Fundación) de los edificios del campus.

## Evolución del número de alumnos
|                         | 2018-19 | 2017-18 | 2016-17 | 2015-16 | 2014-15 |
| ----------------------- | ------- | ------- | ------- | ------- | ------- |
| Estudiantes de graduado | 948     | 961     | 979     | 1 001   | 983     |
| Postgraduados           | 1 285   | 1 277   | 1 261   | 1 254   | 1 226   |
| Total                   | 2 233   | 2 238   | 2 240   | 2 255   | 2 209   |

## Premios Nobel
- Robert Andrews Millikan - Física 1923
- Thomas Hunt Morgan - Medicina 1933
- Carl David Anderson - Física 1936
- Edwin Mattison McMillan - Química 1951
- Linus Carl Pauling - Química 1954, Paz 1962
- William Bradford Shockley - Física 1956
- George Wells Beadle - Medicina 1958
- Donald Arthur Glaser - Física 1960
- Rudolf Mößbauer - Física 1961
- Charles Hard Townes - Física 1964
- Richard Phillips Feynman - Física 1965
- Murray Gell-Mann - Física 1969
- Max Delbrück - Medicina 1969
- Leo James Rainwater - Física 1975
- David Baltimore - Medicina 1975
- Renato Dulbecco - Medicina 1975
- Howard Martin Temin - Medicina 1975
- William Lipscomb - Química 1976
- Robert Woodrow Wilson - Física 1978
- Roger Sperry - Medicina 1981
- Kenneth Geddes Wilson - Física 1982
- William Alfred Fowler - Física 1983
- Rudolph A. Marcus - Química 1992
- Edward B. Lewis - Medicina 1995
- Douglas Osheroff - Física 1996
- Robert C. Merton - Economía 1997
- Ahmed H. Zewail - Química 1999
- Leland H. Hartwell - Medicina 2001
- Vernon Lomax Smith - Economía 2002

## Personas que han recibido el premio Crafoord
Las personas que han recibido el premio Crafoord son:
| Nombre                   | Disciplina  | Año  | Estatuto |
| ------------------------ | ----------- | ---- | -------- |
| Gerald Joseph Wasserburg | Geoquímica  | 1986 | Profesor |
| Allan Sandage            | Astronomía  | 1991 | Alumno   |
| Seymour Benzer           | Biociencias | 1993 | Profesor |
| Don L. Anderson          | Geociencias | 1998 | Profesor |
| James E. Gunn            | Astronomía  | 2005 | Alumno   |

## Otras personalidades
| Nombre                     | Disciplina              | Causa                                                                                          |
| -------------------------- | ----------------------- | ---------------------------------------------------------------------------------------------- |
| Anima Anandkumar           | Inteligencia artificial | Investigación sobre álgebra tensorial, aprendizaje profundo y problemas no convexos            |
| Marc Aaronson              | Astronomía              | Determinación de la constante de Hubble                                                        |
| Keiiti Aki                 | Sismología              | Primer modelo dinámico de simulación de los fuertes movimientos del suelo durante un terremoto |
| Arnold Orville Beckman     | Química                 | Inventor del pH-metro                                                                          |
| David Jewitt               | Astronomía              | Estudio de las lunas de Júpiter                                                                |
| Robert Oppenheimer         | Física                  | Uno de los padres de la bomba atómica americana                                                |
| Charles Francis Richter    | Sismología              | Escala sismológica                                                                             |
| Chadwick Trujillo          | Astronomía              | Descubridor de objetos del Cinturón de Kuiper                                                  |
| Stephen Wolfram            | Matemáticas             | Inventor del software Mathematica                                                              |
| Trinh Xuan Thuan           | Astronomía y literatura | Astronomía extragaláctica                                                                      |
| Fritz Zwicky, George Abell | Astronomía              | Descubridoes de supernovas, galaxias...                                                        |
| Pierre Clostermann         | Aeronáutica             | Piloto de la Fuerza Aérea Francesa Libre                                                       |
| Irving P. Krick            | Meteorología            | Uno de los meteorólogos involucrados en la planificación del desembarco de Normandía           |